# Aframmi longiradiatum
Aframmi longiradiatum là một loài thực vật có hoa trong họ Hoa tán. Loài này được (H.Wolff) Cannon mô tả khoa học đầu tiên năm 1978.